# Operação Pan-Americana

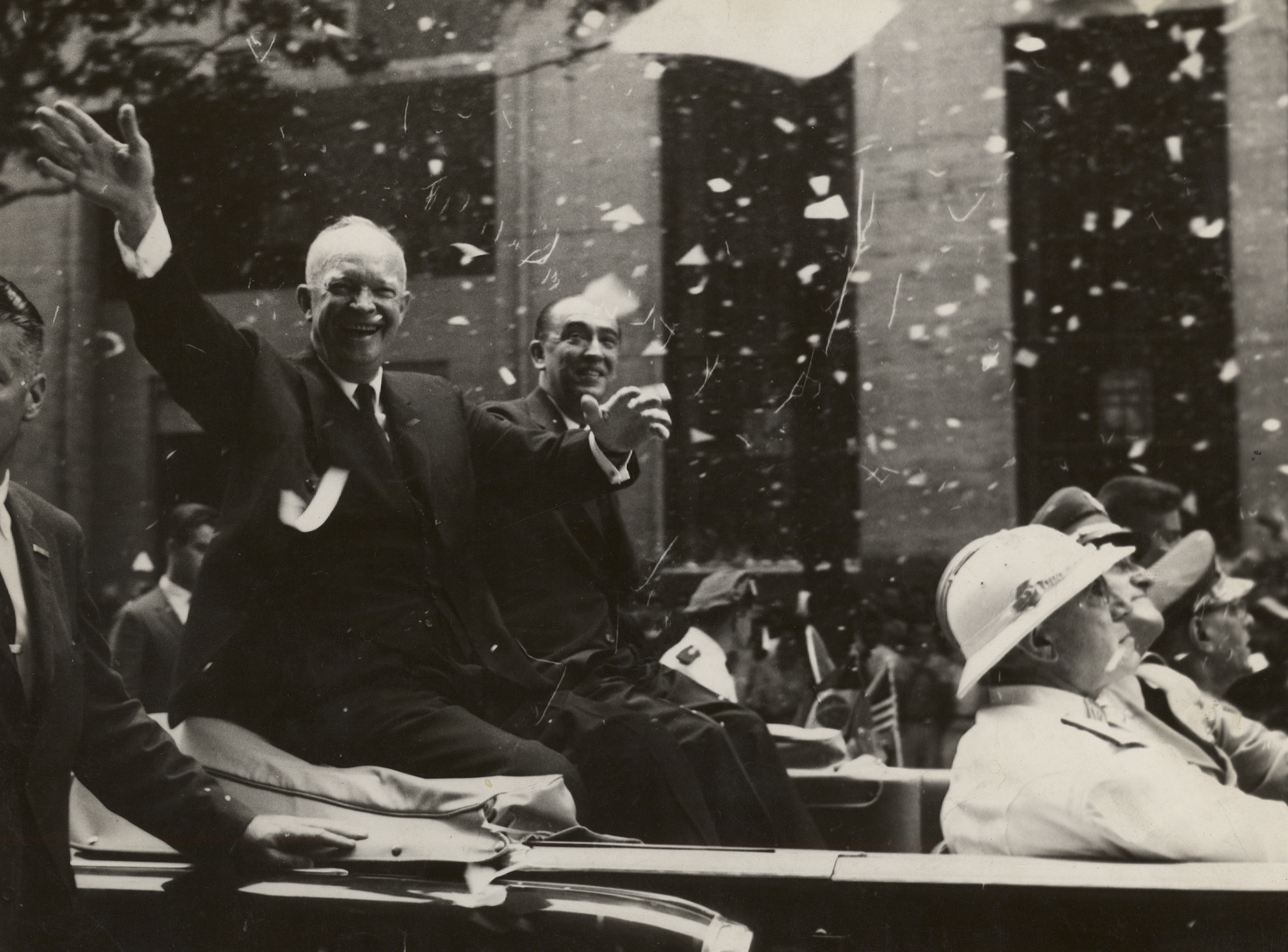
Eisenhower com JK em visita ao Brasil, 1960.

A Operação Pan-americana (OPA), lançada pelo presidente Juscelino Kubitschek em 1958, teve o conflito bipolar entre as superpotências (Estados Unidos e União Soviética) como cenário internacional.
Após o então vice-presidente dos Estados Unidos, Richard Nixon, ter sofrido tentativa de agressões por parte de manifestantes de esquerda, na Venezuela, o governo brasileiro propôs a Operação Pan-americana, que tinha por base a ideia de que apenas a eliminação da miséria no continente americano propiciaria a contenção do comunismo e a expansão da democracia. Esta era uma proposta de cooperação internacional de âmbito hemisférico, na qual se insistia na tese de que o desenvolvimento e o fim da miséria seriam as maneiras mais eficazes de se evitar a penetração de ideologias exóticas e antidemocráticas, que se apresentavam como soluções para os países atrasados.
A miséria seria reduzida por meio de desenvolvimento econômico associado à cooperação internacional, ou seja, com capitais da superpotência do norte, os Estados Unidos.

## Resultados práticos
A crítica que se faz à OPA é sua falta de resultados práticos. Deve-se ao lançamento dessa proposta, entretanto, a criação do Banco Interamericano de Desenvolvimento (BID) em 1960, a Associação Latino Americana de Livre Comércio (ALALC) em 1960 e, ainda que posterior, a Aliança para o Progresso do presidente John F. Kennedy.
O BID tornou-se uma importante instituição para financiamento de projetos na América Latina. A ALALC, ainda que sem resultados prático imediatos, foi substituída pela Associação Latino Americana de Desenvolvimento e Integração (ALADI) em 1980, fornecendo as bases jurídicas para a constituição do Mercosul.